# 319-es busz
A 319-es busz egy budapesti agglomerációban közlekedő betétjárat, a 318-as busz betétjárata, mellyel együtt az egyetlen közvetlen autóbusz járatpárt alkotják Budapestre Erdőkertesről és Veresegyházról. Újpest-Városkapu állomásról indulva az Újpesti lakótelep, Rákospalota Öregfalu városrésze, Fót, Csomád déli részének érintésével, Veresegyházon át közlekedik Erdőkertes legutolsó megállójáig, az Erdőkertes (Háromház), autóbusz-fordulóig. Veresegyházat és Erdőkertest Budapestről vonattal is el lehet érni, ám a 318-319-es járatpáros ezen települések vasúttól távol eső részein is áthaladnak. A járatok menetideje főképp a napszaktól függ. A fóti Auchant munkanapokon Budapestről a legelső reggeli járat érinti, a többi járat viszont nem. A 318-319-es járatpáros Erdőkertes felől munkanapokon csúcsidőben reggel átlagosan 15 percenkénti eljutási lehetőséget kínál Budapestre és délután vissza irányba, hétvégén pedig átlagosan 45 percenkéntit. Erdőkertesen a vasúti megálló a település szélén található, így a 318-319-es járatpáros a vasútállomástól távol eső településrészekre történő továbbutazáshoz a vasútról átszállóknak kiváló lehetőséget nyújt. A 319-es busz járatsűrítő szerepe tanítási időszakban munkanapokon nő meg, ezért ezen idő szak alatt sokkal több járat indul, mint tanszünetben.
A vonalon igénybe vehető Budapest közigazgatási határán belül a Budapest-Bérlet.
2009. június 16-án bevezették az északkeleti budapesti agglomerációs forgalmi térségben is az egységes járatszámozásos rendszert, így a 319-es busz megkapta egyedi jelzését. Korábban a 318-assal együtt a 2018-as számmal voltak ellátva.
A vonalat 2017 elejéig a Volánbusz alvállalkozásában a T&J Buszprojekt Kft. üzemeltette. 2017 áprilisától ezt a feladatot a Color Tours látja el.
2018 szeptemberétől 2024 végéig újra a Volánbusz, 2025-től pedig a MÁV Személyszállítási Zrt. üzemelteti a vonalat.

## Megállóhelyei
Az átszállási kapcsolatok között az azonos útvonalon, de Galgamácsáig közlekedő 318-as busz nincs feltüntetve.
| 0                             | Budapest, Újpest-Városkapu (IV. kerület) végállomás | 27   | 104, 104A, 121, 122E, 196, 196A, 204 300, 302, 303, 305, 308, 309, 310, 312, 313, 314, 315, 316, 320, 321, 872, 880, 882, 883, 884, 889, 890, 893 1010, 1011, 1013, 1014 S72 Z72 S76 |
| 1                             | Budapest, Újpest-Központ                            | 26   | 12, 14 25, 30, 30A, 104, 104A, 120, 147, 170, 196, 196A, 204, 220, 230, 270 308, 309, 310, 313, 314, 315, 316, 317, 320, 321                                                         |
| 2                             | Budapest, Árpád Kórház                              | 25   | 25, 104, 104A, 170, 196, 196A, 204, 270 308, 309, 310, 313, 314, 315, 316, 317, 320, 321                                                                                             |
| 3                             | Budapest, Széchenyi tér                             | 24   | 104, 104A, 125, 170, 204, 231, 231B 308, 309, 310, 313, 314, 315, 316, 317, 320, 321                                                                                                 |
| 4                             | Budapest, Juhos utca                                | 23   | 5, 104, 104A, 204, 231, 231B 308, 309, 310, 313, 314, 315, 316, 317, 320, 321 |
| 5                             | Budapest, Szántóföld utca                           | 22   | 124 308, 309, 310, 313, 314, 315, 317, 320, 321 |
| Budapest közigazgatási határa |                                                     |      | |
| (+1)                          | Fót, Auchan áruház                                  | (+1) | 308, 309, 310 |
| 6                             | Fót, Auchan-elágazás (Sikátorpuszta)                | 21   | 308, 309, 310, 313, 314, 315, 316, 317, 320 |
| 7                             | Fót, FÓTLIGET                                       | 20   | 308, 309, 310, 314, 315, 320 |
| 8                             | Fót, Vízművek                                       | 19   | 308, 309, 310, 314, 315, 320 |
| 9                             | Fót, Munkácsy Mihály utca                           | 18   | 308, 309, 310, 313, 314, 315, 316, 320 |
| 10                            | Fót, Gyermekváros (Benzinkút)                       | 17   | 308, 309, 310, 313, 314, 315, 316, 317, 320, 324, 325, 326, 371 |
| 11                            | Fót, Kossuth utca                                   | 16   | 308, 309, 310, 313, 314, 315, 316, 324, 325, 326, 371 |
| 12                            | Fót, Dózsa György út                                | 15   | 308, 309, 310, 313, 314, 315, 316, 326 |
| 13                            | Csomád, Ősz utca                                    | 14   | 313, 314, 315, 316 |
| 14                            | Csomád, Verebeshegy utca                            | 13   | 313, 314, 315, 316 |
| 15                            | Csomád, Veresegyházi elágazás                       | 12   | 394 |
| 16                            | Veresegyház, GE Hungary bejárati út                 | 11   | 394 |
| 17                            | Veresegyház, Csonkás                                | 10   | 394 |
| 18                            | Veresegyház, Csomádi utca                           | 9    | 394 |
| 19                            | Veresegyház, Mogyoródi utca                         | 8    | 395 |
| 20                            | Veresegyház, általános iskola                       | 7    | 391, 392, 393, 394, 395, 396, 397, 398, 399, 450, 451, 452, 453, 454, 455 |
| 21                            | Erdőkertes, vasúti megállóhely                      | 6    | 391, 393, 451, 453 S71 G71 |
| 22                            | Erdőkertes, templom                                 | 5    | 393, 451, 453 |
| 23                            | Erdőkertes, Katona József utca                      | 4    | 393, 451, 453 |
| 24                            | Erdőkertes, Villamos utca                           | 3    | 393, 451, 453 |
| 25                            | Erdőkertes, 4-es km-kő                              | 2    | 393, 451, 453 |
| 26                            | Erdőkertes, Máté tanya                              | 1    | 393, 451, 453 |
| 27                            | Erdőkertes (Háromház) autóbusz-forduló végállomás   | 0    | 393, 451, 453 |